# En kvinna i Paris
En kvinna i Paris, är en amerikansk film från 1923. Detta är den första film som Charlie Chaplin inte själv spelade med i utan "enbart" regisserade, producerade, skrev musik till med mera. Däremot har han en cameoroll som bärare på järnvägsstationen.

## Rollista i urval
- Edna Purviance - Marie St. Clair
- Clarence Geldart - Maries far
- Carl Miller - Jean Millet
- Lydia Knott - Jeans mor
- Charles K. French - Jeans far
- Adolphe Menjou - Pierre Revel
- Betty Morrissey - Fifi
- Malvina Polo - Paulette
- Charlie Chaplin - bärare (okrediterad)